# 煙道ガス凝縮
煙道ガス凝縮（えんどうガスぎょうしゅく）は煙道ガスが水露点以下に冷却され、凝縮により熱を放出し、低い温度の熱として回収するプロセスである。
煙道ガスの冷却は直接熱交換器を用いたり、凝縮塔を用いて間接的に行うことができる。
水の凝縮により1トン当たり2GJ以上の熱を放出する。これは例えば地域暖房の目的で使用することができる。
凝縮水は,連続的にプロセスから取り除く必要がある。
下流のガスは水分飽和なっており、冷却によりかなりの量の水がガスから除去されても、煙突から排出される際には水蒸気の煙として見える。 
煙道ガスの凝縮による熱回収は、高い含水率の燃料で最も高い(例えばバイオマスや都市ゴミ)。その熱は利用可能な最も低い温度である。そのため煙道ガスの凝縮は比較的低い回収温度(およそ55°C以下)で運用されている地域暖房網に接続されるバイオマス焚ボイラやごみ焼却炉に使われている。 